# Mundelstrup
Mundelstrup is een plaats in de Deense regio Midden-Jutland, gemeente Aarhus, en telt 435 inwoners (2007).